# Karlshamn (comune)
Karlshamn è un comune svedese di 31 096 abitanti, situato nella contea di Blekinge. Il suo capoluogo è la città omonima.

## Località
Nel territorio comunale sono comprese le seguenti aree urbane (tätort):
| # | Località  | Popolazione |
| - | --------- | ----------- |
| 1 | Karlshamn | 18.768      |
| 2 | Mörrum    | 3.655       |
| 3 | Svängsta  | 1.742       |
| 4 | Hällaryd  | 553         |
| 5 | Åryd      | 362         |
| 6 | Torarp    | 273         |